# Базз Рятівник (мультфільм)
«Базз Рятівни́к» (англ. Lightyear) — американський анімаційний науково-фантастичний фільм 2022 року, створений кіностудією «Pixar». Спін-оф серії мультфільмів «Історія іграшок», у якому розказується вигадана історія походження персонажа Базза Рятівника. Головну роль в оригіналі озвучує актор Кріс Еванс. Прем'єра фільму відбулася 8 червня 2022 року, а в широкий прокат він вийшов 16 червня в Україні та 17 червня в США.

## Сюжет
Зореліт Космічного командування «Ріпка» змінює курс, виявивши придатну для життя планету Т'Кані Прайм. Базз Рятівник — рейнджер Космічного командування, Аліша Готорн — його командирка і найкраща подруга, і Фізерінгемстан — їхній новобранець, досліджують планету. Та на поверхні виявляються ворожі форми життя. Базз керує відльотом і розбиває зореліт, бо відмовився послухати новобранця. Кристал, що може повернути «Ріпку» додому, розбивається. Звинувачуючи себе в аварії, Базз погоджується стати добровольцем на випробування кристала, виготовленого з місцевих матеріалів.
Через рік екіпаж побудував нову колонію на Т'Кані Прайм. Базз випробовує кристал і повертається, попри його несправність. Але в польоті проявляється релятивістський ефект: за 4 хвилини його польоту минає 4 роки. Базз знайомиться з Рудиком, роботом-котом, і продовжує тестувати кристал. З кожним випробуванням на Т'Кані Прайм минає ще чотири роки, загалом — 62. За цей час колонія розвивається; Аліша виховує з дружиною Кіко сина, який згодом дорослішає і сам стає батьком. Повернувшись із чергового польоту, Базз дізнається, що Аліша померла від старості, а жителі колонії хочуть використати кристал для створення купола, що захистив би її від місцевої флори та фауни.
Базз довідується, що Рудик останні 60 років обраховував нову формулу для покращення міжзоряних польотів, і просить командира Бернсайда дати дозвіл на останній політ. Отримавши відмову, Базз бунтує проти командування і тікає, забравши Рудика. Коли він бере кристал, комп'ютер із формулою випадково розбивається. Сподіваючись, що ще один політ усе виправить, Базз переноситься на 22 роки в майбутнє і виявляє, що Т'Кані Прайм захопили роботи Циклопи на чолі з таємничим Зургом.
Базз зустрічається з членами сил оборони колонії, включаючи Іззі Готорн, тепер уже дорослу онуку Аліші; Мо Моррісона — нового, наївного новобранця; і Дарбі Стіл — літнього умовно звільненого злочинця. Хоча спочатку Базз не бажає співпрацювати з ними, згодом він звикає до нової команди. Разом вони планують напасти на корабель Зурга та знищити його військо.
Зург під час вилазки викрадає Базза, забираючи його на борт свого корабля, де розкриває, що він старший Базз з альтернативної історії, в якій його зусилля Бернсайд не оцінив належно. Той Базз утік після успішного випробування польоту за новою формулою. Завдяки ефекту затримки часу він вирушив в далеке майбутнє, де знайшов розвинений покинутий зореліт. Він прийняв особу Зурга (його так назвали роботи, що не могли вимовити «Базз») та вирушив в теперішнє, щоб отримати кристал від Базза. Так Зург зміг би подорожувати ще далі в часі ще далі та запобігти невдалій посадці зорельота на Т'Кані Прайм. Однак Базз відмовляється через наслідки можливого часового парадоксу, що б виникли в результаті таких дій, і стерли б його та всіх, хто стали йому близькими. Тим часом Іззі, Мо, Дарбі та Рудик пробираються на корабель Зурга, щоб допомогти Баззу. Після штурму корабля Базз і його товариші по зброї знищують корабель і втікають.
Однак Зург, який пережив знищення свого корабля, атакує Базза, захопивши гіперпросторове паливо. Коли Зург готується знищити його, Базз вистрілює в кристал, в результаті чого він вибухає. Оскільки повернутися додому тепер неможливо, Базз вирішує лишитися на Т'Кані Прайм. Після приземлення Бернсайд заарештовує Базза, але робить поступку, дозволяючи Баззу відродити Корпус космічних рейнджерів. На превеликий подив Бернсайда Базз обирає Іззі, Мо, Дарбі та Рудика, щоб сформувати ядро цієї організації. Потім Базз і його команда відправляються в нову пригоду в невідомі місця. У сцені після титрів виявляється, що Зург пережив вибух.

## Ролі озвучують

### Оригінал
- Кріс Еванс — Базз Рятівник[7][9]
- Кеке Палмер — Іззі Готорн
- Пітер Сон — Рудик
- Джеймс Бролін — імператор Зург
- Тайка Вайтіті — Мо Моррісон
- Узо Адуба — Аліша Готорн
- Дейл Соулз — Дарбі Стіл
- Тімоті Пік — Тім
- Мері Макдональд-Льюїс — автопілот I.V.A.N.

### Український дубляж
- Петро Сова — Базз Рятівник
- Вікторія Тишкевич — Іззі Готорн
- Євген Сардаров — Рудик
- Юрій Кудрявець — Мо Моррісон
- Ірина Дорошенко — Дарбі
- Євген Пашин — Зурґ / Старий Базз
- Аліна Проценко — Аліша Готорн
- Олена Узлюк — Іванна
- Михайло Войчук — Командир Бернсайд
- Сергій Солопай — Ерік / Дерік та роботи
- Арсен Шавлюк — Фезерінгемстен
- Володимир Гурін — Діаз
- Єсенія Селезньова — Юна Іззі

## Створення
В епізоді Шоу Еллен Дедженерес, Том Хенкс сказав, що четвертий фільм буде останнім у серій «Історія іграшок». Він також сказав, що Тім Аллен попереджав його про емоційне і фінальне прощання між їхніми персонажами Вуді та Баззом Рятівником в «Історії іграшок 4». Однак продюсер Марк Нільсен не виключив можливість п'ятого фільму, заявивши: «Кожен фільм, який ми знімаємо, — ми ставимося до нього так, ніби це перший і останній фільм, який ми знімаємо взагалі». Незабаром після виходу четвертого фільму Енні Поттс сказала, що, незважаючи на незнання чи буде знятий ще один фільм, вона вважає — багатьом фанатам було б цікаво подивитися, що іграшки робитимуть далі. За кілька місяців до виходу четвертого фільму Тім Аллен натякнув, що п'ятий фільм можливий, а також висловив зацікавленість у створенні іншого фільму, заявивши: «Щойно ви дійдете до чотирьох, ви пройдете цю трилогію, тому я, звичайно, не бачу причин, чому вони цього не зробили б. Якщо ви запитаєте мене, я б сказав, Зробіть п'ять». 10 грудня 2020 року Disney Investor Day оголосив про майбутній спін-оф приквел «Базз Рятівник», який покаже походження персонажа Базза Рятівника, де Кріс Еванс замінить Тіма Аллена як новий голос Базза Рятівника. Як пояснив Еванс, фільм не заснований на іграшці «Базз Рятівник» із попередніх фільмів, а слугує історією походження людини Базза Рятівника, на якій заснована іграшка.

## Оцінки й відгуки
На агрегаторі кінорецензій Rotten Tomatoes фільм зібрав 75 % схвальних рецензій з середньою оцінкою 6,7/10. Консенсус критиків стверджує: «„Базз Рятівник“ вирішує бути доволі звичайною історією походження, а не прагнути зірок, але ця чудова анімаційна пригода вміло виконує свою місію простої розваги». На сайті Metacritic середньозважена оцінка критиків склала 60 балів зі 100, що відповідає «змішаним або посереднім відгукам». «Базз Рятівник» став фільмом із найнижчим рейтингом у франшизи «Історія іграшок», згідно з Rotten Tomatoes. Користувачі CinemaScore поставили фільму середню оцінку «A–» за шкалою від A+ до F, тоді як PostTrak дав фільму загальну позитивну оцінку 85 % (у середньому 4 із 5 зірок), при цьому 62 % заявили, що рекомендують його до перегляду.
Пітер Бредшоу із газети «The Guardian» писав: «Дотепно, цей фільм показує нам живі сцени та персонажів, спрощенням яких були відомі іграшки, і дає нам нових персонажів: зокрема робота-кота, компаньйона Базза на ім'я Сокс (озвучений Пітером Соном), який, хоча й не особливо оригінальний, додає фільму добродушних веселощів». Але в «Історії іграшок» іграшка Базза демонструвала як наукова фантастика витіснила вестерни з популярної культури. Тут же додається спантеличливе пояснення, що сучасний мультфільм «Базз Рятівник» надихнув створення іграшки Базза Рятівника, котрий став героєм «Історії іграшок» 1990-х.
Девід Руні із «The Hollywood Reporter» похвалив: «деталізоване виконання персонажів чудове, що доповнюється потужним внеском акторів озвучення». Критик відзначив: «Фільми Pixar і Disney десятиліттями демонстрували віру в здатність дітей розуміти смерть, і „Базз Рятівник“ не є винятком, показуючи гострі моменти втрати, які ще глибше вражають Базза, оскільки його життя, по суті, залишалося замороженим у часі».
Оуен Глейберман із «Variety» вказав, що в «Історії іграшок» чимало комізму засновано на тому, що Базз Рятівник — іграшка, і він вважає себе справжнім космічним рейнджером. У «Баззі Рятівникові» ж він дійсно космічний рейнджер і це робить мультфільм надто відірваним від решти серії, а Базза — менш смішним і через те надміру звичайним. В такому випадку можна очікувати, що наступним стане мультфільм про справжнього ковбоя Вуді.
Американські консерватори розкритикували мультфільм за наявність сцени поцілунку між подружжям із двох жінок, пишучи, що вона недоречна для дитячої авдиторії «Базза Рятівника».